# Copa del Rey 1925
Die Copa del Rey 1925 war die 23. Austragung des spanischen Fußballpokals.
Der Wettbewerb startete am 1. März und endete mit dem Finale am 10. Mai 1925 im Estadio Reina Victoria in Sevilla. Titelverteidiger des Pokalwettbewerbes war Real Unión. Den Titel gewann der FC Barcelona durch einen 2:0-Erfolg im Finale gegen Arenas Club.

## Teilnehmer
| Regionalbewerb         | Verein           |
| ---------------------- | ---------------- |
| Aragonien              | RSA Stadium      |
| Asturien               | RSC Ovetense     |
| Bizkaia                | Arenas Club      |
| Galicien               | Celta Vigo       |
| Gipuzkoa               | Real Sociedad    |
| Kantabrien             | Racing Santander |
| Kastilien und León     | CD Español       |
| Campionat de Catalunya | FC Barcelona     |
| Levante                | FC Valencia      |
| Campeonato Centro      | Athletic Madrid  |
| Region Süden           | FC Sevilla       |

## Viertelfinale
Das Viertelfinale fand in vier Gruppen mit Hin- und Rückspielen statt. Die jeweiligen Gruppensieger qualifizierten sich für das Halbfinale.

### Gruppe 1
Die Spiele wurden zwischen dem 1. März und 5. April ausgetragen.
|              | Ergebnis |              |
| ------------ | -------- | ------------ |
| FC Barcelona | 7:3      | FC Valencia  |
| FC Valencia  | 8:0      | RSA Stadium  |
| RSA Stadium  | 1:5      | FC Barcelona |
| FC Valencia  | 1:1      | FC Barcelona |
| RSA Stadium  | 0:1      | FC Valencia  |
| FC Barcelona | 8:0      | RSA Stadium  |

| Pl. | Verein       | Sp. | S | U | N | Tore    | Quote | Punkte |
| --- | ------------ | --- | - | - | - | ------- | ----- | ------ |
| 1.  | FC Barcelona | 4   | 3 | 1 | 0 | 021:500 | 4,20  | 07:10  |
| 2.  | FC Valencia  | 4   | 2 | 1 | 1 | 013:800 | 1,63  | 05:30  |
| 3.  | RSA Stadium  | 4   | 0 | 0 | 4 | 001:220 | 0,05  | 0:80   |

### Gruppe 2
Die Spiele wurden am 15. März und 5. April ausgetragen.
|                 | Ergebnis |                 |
| --------------- | -------- | --------------- |
| Athletic Madrid | 3:1      | FC Sevilla      |
| FC Sevilla      | 8:0      | Athletic Madrid |

| Pl. | Verein          | Sp. | S | U | N | Tore    | Quote | Punkte |
| --- | --------------- | --- | - | - | - | ------- | ----- | ------ |
| 1.  | Athletic Madrid | 2   | 1 | 0 | 1 | 003:200 | 1,50  | 02:20  |
| 2.  | FC Sevilla      | 2   | 1 | 0 | 1 | 002:300 | 0,67  | 02:20  |

#### Entscheidungsspiele
Das Spiel wurde am 12. Mai in Valencia ausgetragen.
|                 | Ergebnis |            |
| --------------- | -------- | ---------- |
| Athletic Madrid | 3:2      | FC Sevilla |

### Gruppe 3
Die Spiele wurden zwischen dem 8. März und 5. April ausgetragen.
|                  | Ergebnis |                  |
| ---------------- | -------- | ---------------- |
| Racing Santander | 1:1      | Real Sociedad    |
| Real Sociedad    | 1:1      | Arenas Club      |
| Arenas Club      | 2:2      | Racing Santander |
| Real Sociedad    | 4:0      | Racing Santander |
| Arenas Club      | 3:1      | Real Sociedad    |
| Racing Santander | 1:1      | Arenas Club      |

| Pl. | Verein           | Sp. | S | U | N | Tore    | Quote | Punkte |
| --- | ---------------- | --- | - | - | - | ------- | ----- | ------ |
| 1.  | Arenas Club      | 4   | 1 | 3 | 0 | 007:500 | 1,40  | 05:30  |
| 2.  | Real Sociedad    | 4   | 1 | 2 | 1 | 007:500 | 1,40  | 04:40  |
| 3.  | Racing Santander | 4   | 0 | 3 | 1 | 004:800 | 0,50  | 03:50  |

### Gruppe 4
Die Spiele wurden zwischen dem 1. März und 12. April ausgetragen.
|              | Ergebnis |              |
| ------------ | -------- | ------------ |
| CD Español   | 1:1      | Celta Vigo   |
| CD Español   | 1:1      | RSC Ovetense |
| Celta Vigo   | 2:2      | RSC Ovetense |
| Celta Vigo   | 4:0      | CD Español   |
| RSC Ovetense | 3:1      | Celta Vigo   |
| RSC Ovetense | 1:1      | CD Español   |

| Pl. | Verein       | Sp. | S | U | N | Tore    | Quote | Punkte |
| --- | ------------ | --- | - | - | - | ------- | ----- | ------ |
| 1.  | Celta Vigo   | 4   | 4 | 0 | 0 | 019:600 | 3,17  | 08:0   |
| 2.  | RSC Ovetense | 4   | 1 | 1 | 2 | 006:800 | 0,75  | 03:50  |
| 3.  | CD Español   | 4   | 0 | 1 | 3 | 005:160 | 0,31  | 01:70  |

## Halbfinale
Die Hinspiele wurden am 19. April, die Rückspiele am 26. April 1925 ausgetragen.
|              |  |                 | Hinspiel | Rückspiel |
| ------------ |  | --------------- | -------- | --------- |
| FC Barcelona |  | Athletic Madrid | 3:2      | 1:2       |
| Arenas Club  |  | Celta Vigo      | 1:0      | 1:1       |

### Entscheidungsspiele
Das Spiel wurde am 3. Mai in Saragossa ausgetragen.
|              | Ergebnis |                 |
| ------------ | -------- | --------------- |
| FC Barcelona | 2:1      | Athletic Madrid |

## Finale
| FC Barcelona                                     | FC Barcelona | Arenas Club | Arenas Club |
| ------------------------------------------------ | --- | --- | ----------- |
| FC Barcelona                                     | \| 10. Mai 1925 in Sevilla (Estadio Reina Victoria) \| \| Ergebnis: 2:0 (2:0) \| \| Zuschauer: 6.000 \| \| Schiedsrichter: Tomás Balaguer \|                                                                             | \| 10. Mai 1925 in Sevilla (Estadio Reina Victoria) \| \| Ergebnis: 2:0 (2:0) \| \| Zuschauer: 6.000 \| \| Schiedsrichter: Tomás Balaguer \|                                                                 | Arenas Club |
| FC Barcelona                                     | Ferenc Plattkó – Josep Planas, Emil Walter – Ramón Torralba, Agustín Sancho, Domingo Carulla – Vicenç Piera, Patrici Arnau, Josep Samitier , Paulino Alcántara, Sagi-Barba Cheftrainer: Conyers "Ralph" Kirby ( England) | José María Jáuregui – Pedro Vallana , Domingo Careaga – José Urresti, Antonio Laña, José María Peña – Javier Rivero, Mateo Aguirregoitia, José María Yermo, Fidel Sesúmaga, Robustiano Bilbao Cheftrainer: – | Arenas Club |
| FC Barcelona                                     | 1:0 Josep Samitier (9.) 2:0 Agustín Sancho (34.) | | Arenas Club |
| FC Barcelona                                     | Verschossener Elfmeter von Urresti (2. H.) | | Arenas Club |
| 10. Mai 1925 in Sevilla (Estadio Reina Victoria) | | |             |
| Ergebnis: 2:0 (2:0)                              | | |             |
| Zuschauer: 6.000                                 | | |             |
| Schiedsrichter: Tomás Balaguer                   | | |             |